# Rowenta

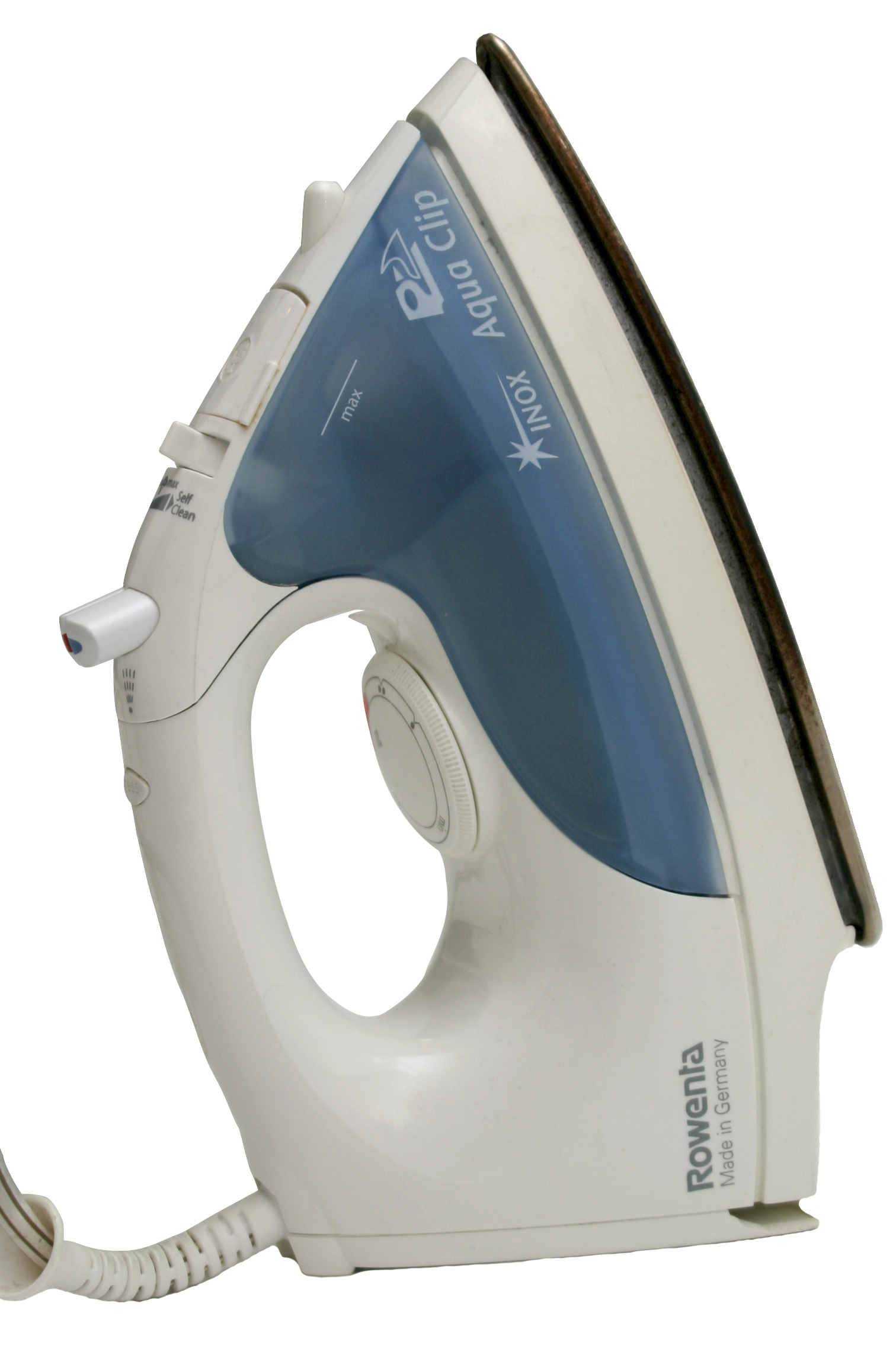
Праска від Rowenta.

Rowenta — міжнародна торгова марка, виробник малої побутової техніки і приладів для догляду за собою. Є власністю Groupe SEB. Поряд з маркою Rowenta, Groupe SEB випускає і продає продукцію в 120 країнах світу під такими брендами як Tefal, Moulinex, Krups, Lagostina та інші.

## Історія бренду Rowenta
У 1909 році німець Роберт Вайнтрауд (Robert Weintraud) засновує компанію Weintraud & Co і реєструє марку Rowenta. Нове виробництво випускає письмове і туалетне приладдя, а також аксесуари для куріння. Перші побутові прилади, на яких надалі стала спеціалізуватися компанія Rowenta, були випущені в 1920-х роках XX століття. У першу серію приладів увійшли праска, тостер, кавоварка і чайник.
У 1949 році була випущена перша праска з термостатом, а в 1957 — перша праска з функцією відпарювання.
В 1974 році Rowenta випустила свій перший порохотяг. Ця продукція і сьогодні відіграє важливу роль для бренду і продовжує свою історію.

### Відео
- Rowenta USA YouTube channel (англ.)
- Rowenta Australia YouTube channel (англ.)